# 70. pehotni polk (Italija)
70. pehotni polk Ancona/Sirte (izvirno italijansko 70º Reggimento fanteria) je bil pehotni polk Kraljeve italijanske kopenske vojske.

## Zgodovina
Med prvo svetovno vojno je bil polk aktiven na soški fronti in med drugo svetovno vojno je bil uničen v Libiji.